# Zhuang de Yongbei
Pour les articles homonymes, voir Zhuang.
Le zhuang de Yongbei est une langue taï-kadaï, de la branche taï, parlée en Chine, dans la province autonome zhuang du Guangxi par une partie des Zhuang.

## Localisation géographique
Le zhuang de Yongbei est parlé dans le Guangxi dans le nord du district de Yongning, dans les xian de Wunming et de Binyang et dans la ville de Hengzhou, tous rattachés à la ville-préfecture de Nanning, ainsi que dans le xian de Pingguo qui dépend de la ville de Baise.

## Classification interne
Le zhuang de Yongbei est un des parlers zhuang du Nord. Cela le rattache aux langues taï du Nord, un des groupes des langues taï, qui font partie de la famille de langues taï-kadaï.

## norme littéraire du zhuang
La langue standard du zhuang est basée sur la variante locale parlée dans le village de Shuangqiao situé dans le xian de Wuming. Le zhuang normatif est donc un parler du nord, dans une des variantes locale de Yongbei.

## Sources
- (en) Wil C. Snyder, Lu Tianqiao, 1997, Wuming Zhuang Tone Sandhi: A Phonological, Syntactic and Lexical Investigation, dans Jerold A. Edmondson, David B. Solnit (éditeurs), Comparative Kadai. The Tai Branch, pp. 107–137, SIL International and the University of Texas at Arlington Publications in Linguistics, vol. 124, Arlington, Summer Institute of Linguistics et The University of Texas at Arlington  (ISBN 1-55671-005-4)
- (en) Zhang Yuansheng, Wei Xingyun, 1997, Regional Variations and Vernaculars in Zhuang, dans Jerold A. Edmondson, David B. Solnit (éditeurs), Comparative Kadai. The Tai Branch, pp. 77–95, SIL International and the University of Texas at Arlington Publications in Linguistics, vol. 124, Arlington, Summer Institute of Linguistics et The University of Texas at Arlington  (ISBN 1-55671-005-4)
- (en + zh) Sumittra Suraratdecha, Jerold A. Edmondson, Somsonge Burusphat, Qin Xiaohang, 2006, Northern Zhuang-Chinese-Thai-English Dictionary, Sayala, Institute of Language and Culture for Rural Development, Mahidol University  (ISBN 978-974-11-0687-5)